# Långbladig berberis
Långbladig berberis (Berberis julianae) är en berberisväxtart som beskrevs av Camillo Karl Schneider. Långbladig berberis ingår i släktet berberisar, och familjen berberisväxter. Inga underarter finns listade i Catalogue of Life.

## Bildgalleri

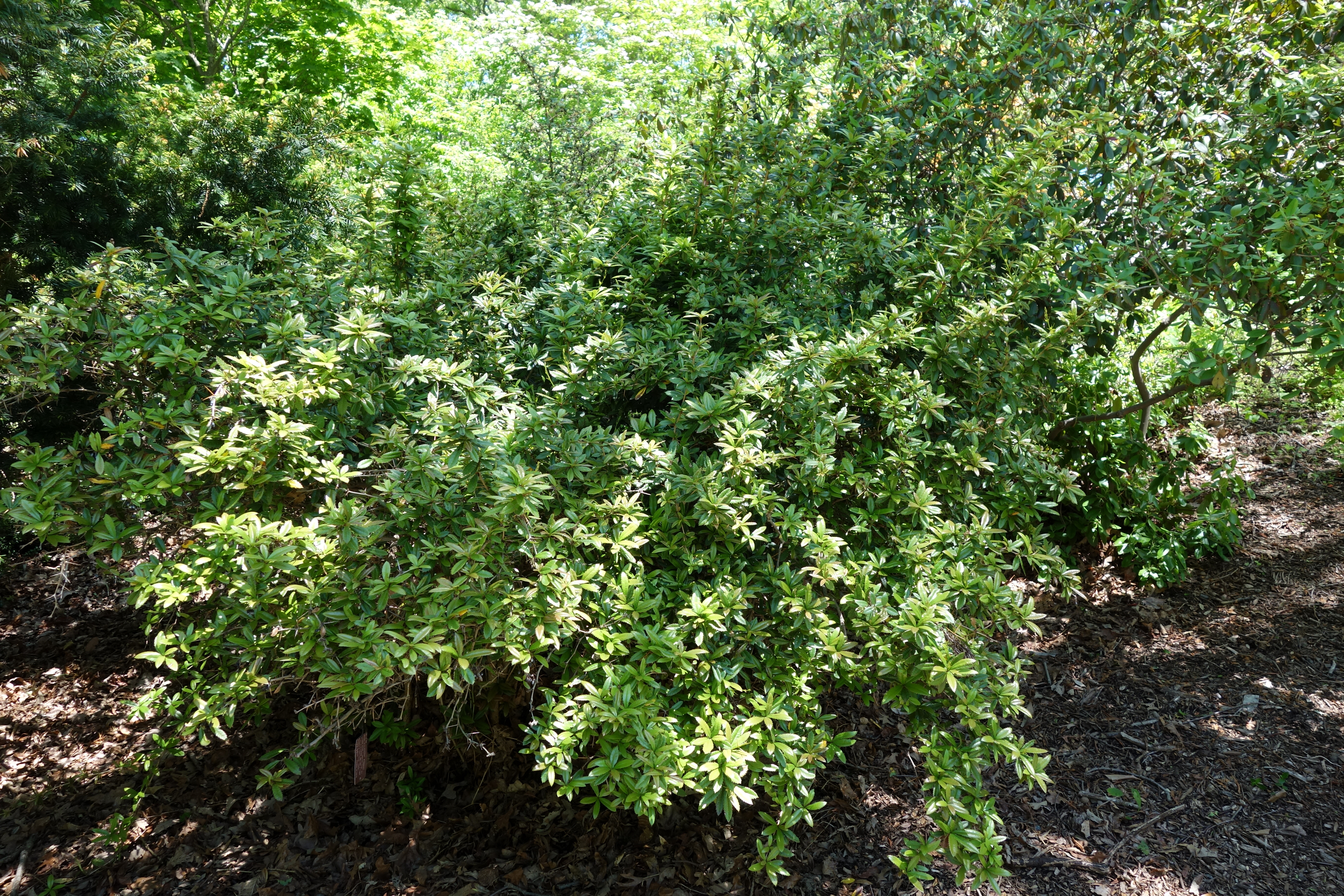
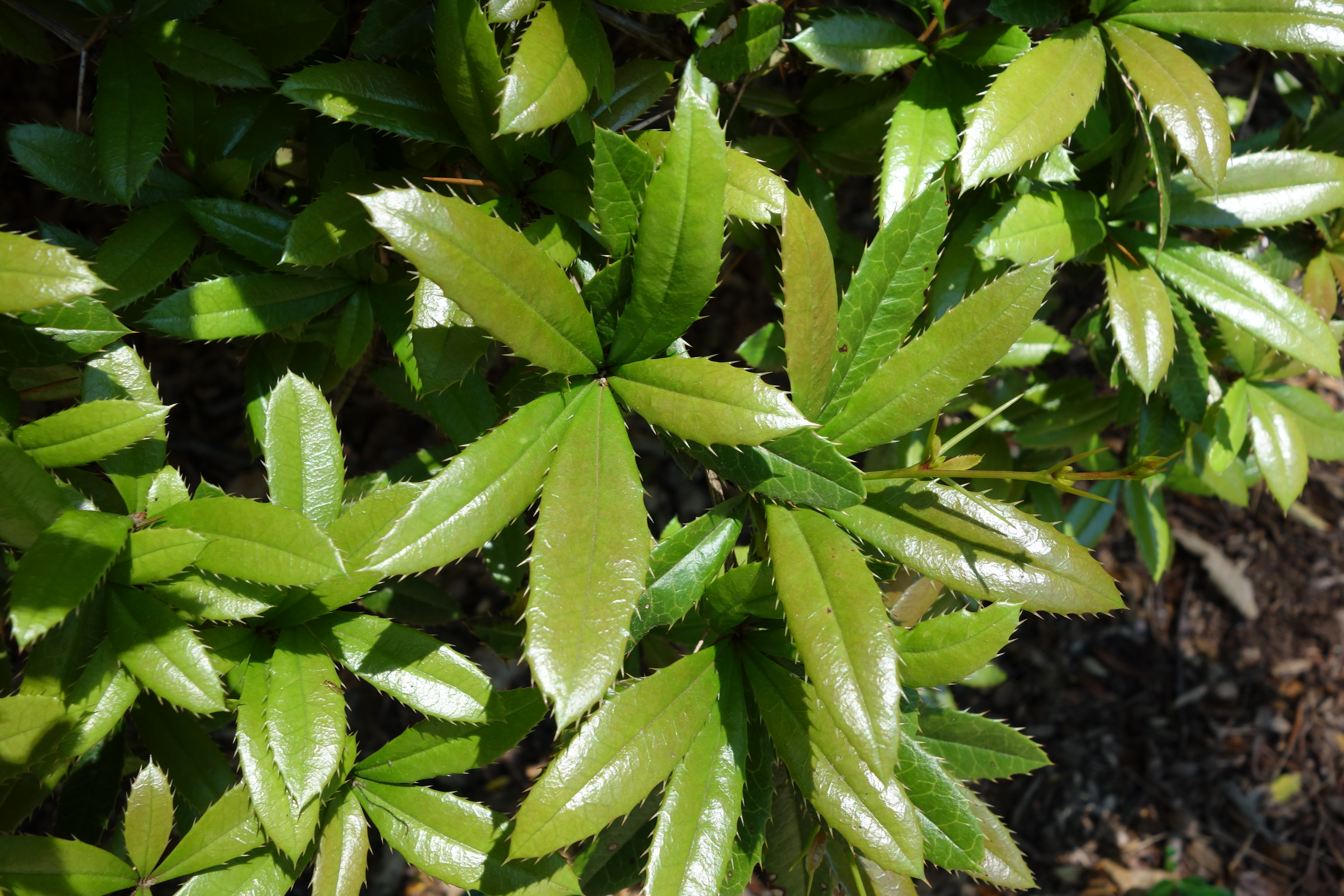
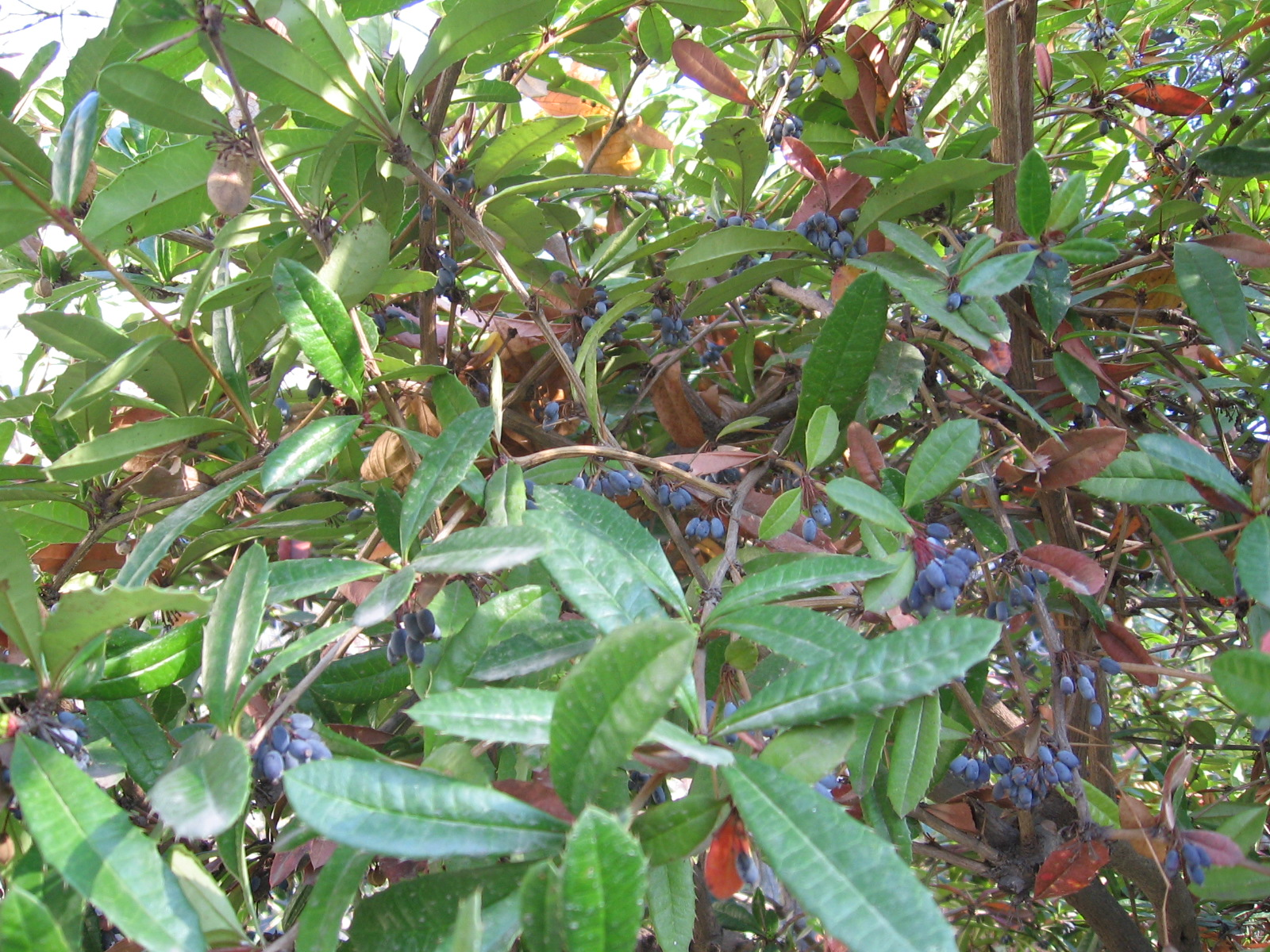
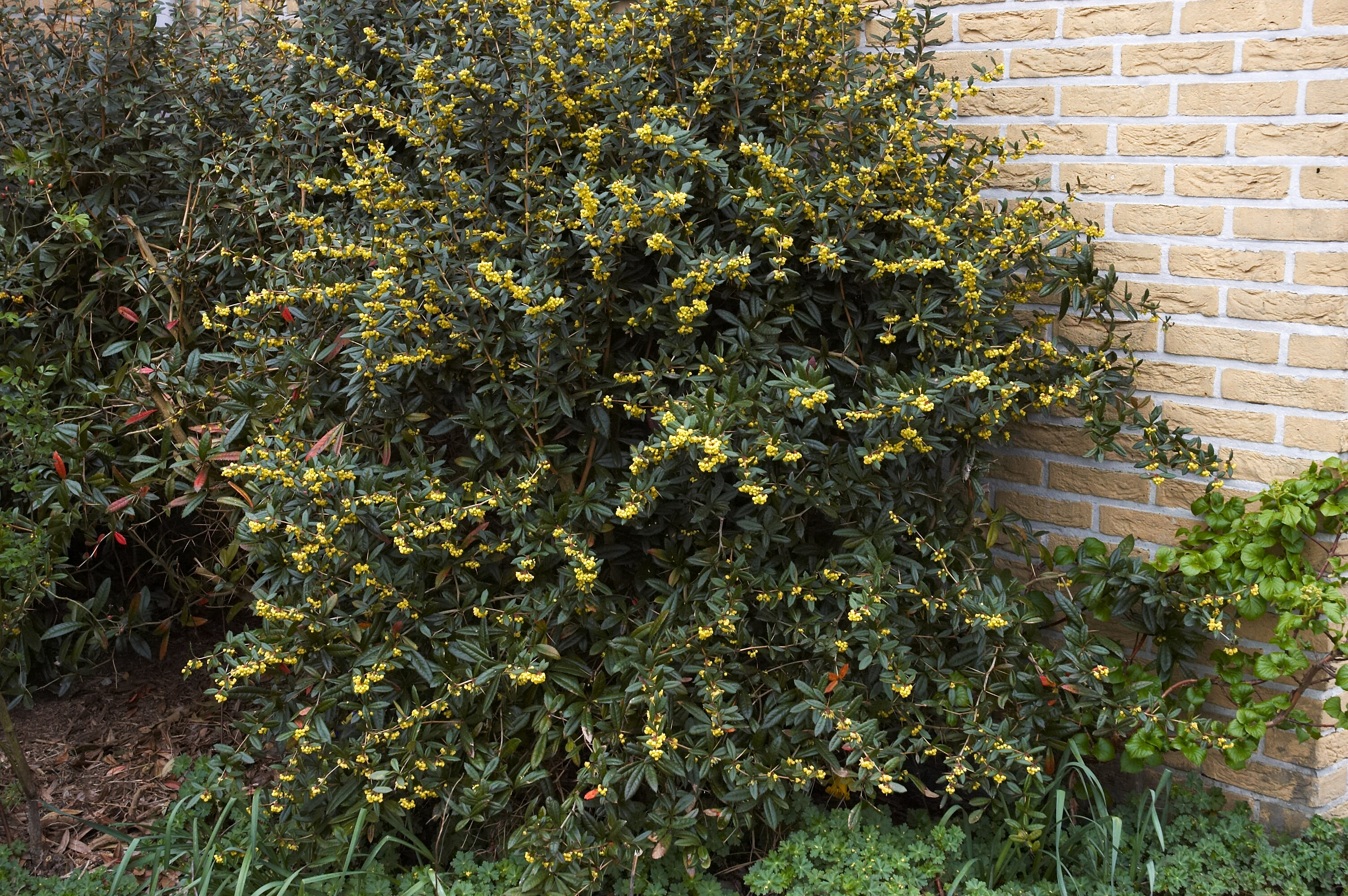
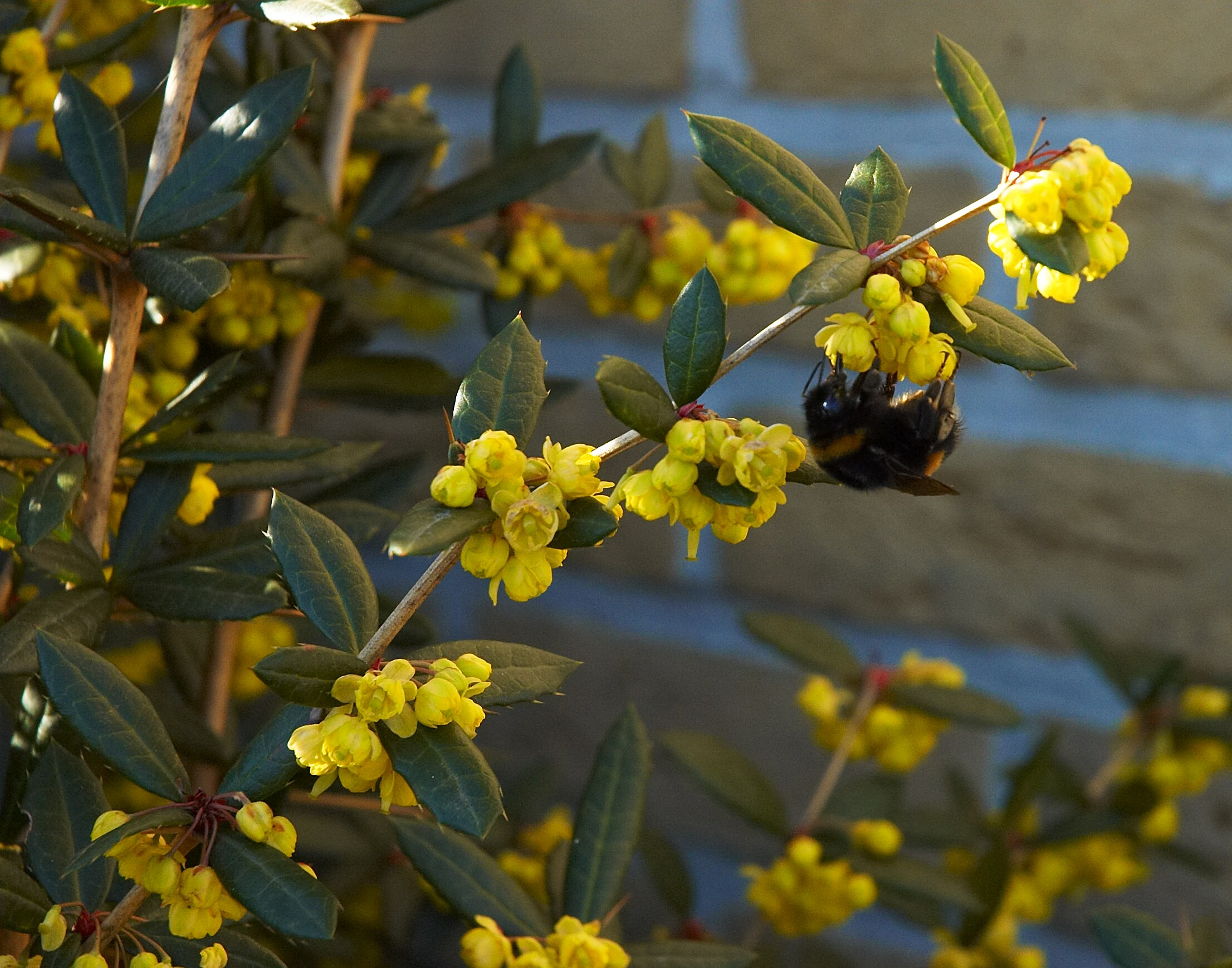
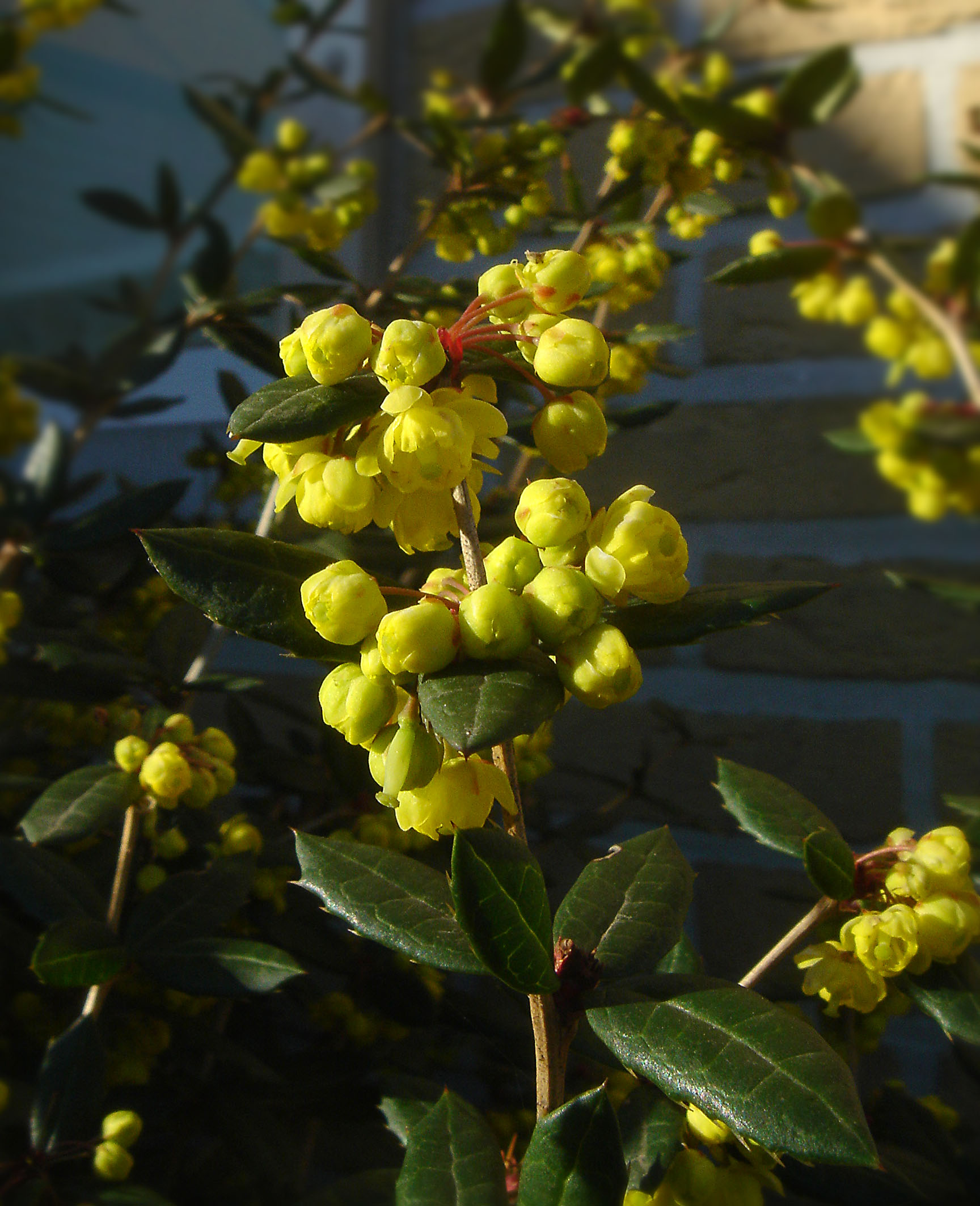